# (1629) Pecker
(1629) Pecker ist ein Asteroid des Hauptgürtels, der am 28. Februar 1952 vom französischen Astronomen Louis Boyer in Algier entdeckt wurde. 
Der Asteroid ist nach dem französischen Astronomen Jean-Claude Pecker (1923–2020) benannt, welcher Direktor der Sternwarte von Nizza zur Zeit des Aufenthaltes von Louis Boyer in Nizza war. 